# Österby, Kungsörs kommun
Österby är en bebyggelse i Kungs-Barkarö socken i Kungsörs kommun, Västmanlands län, beläget cirka 4 km nordväst om Kungsör. SCB avgränsade här mellan 2010 och 2020 en småort.

## Fotnoter
1. 1 2  Småorter 2015, SCB, 19 december 2016, läs online.[källa från Wikidata]
2. ↑  Kodnyckel för SCB:s statistiska tätorter och småorter - Koppling mellan gammalt och nytt kodsystem, SCB, 11 november 2021, läs online.[källa från Wikidata]
3. ↑  Avregistrerade och nyregistrerade statistiska småorter 2020, SCB, 31 mars 2022, läs online.[källa från Wikidata]